# Albánia a 2024. évi nyári olimpiai játékokon
Albánia a franciaországi Párizsban megrendezett 2024. évi nyári olimpiai játékok egyik részt vevő nemzete volt. Az országot az olimpián 4 sportágban 8 sportoló képviselte, akik összesen 2 érmet szereztek. Albánia megszerezte első olimpiai érmeit.

## Érmesek
| Érem  | Versenyző      | Sportág  | Versenyszám              |
| ----- | -------------- | -------- | ------------------------ |
| Bronz | Islam Dudaev   | Birkózás | Férfi szabadfogás, 65 kg |
| Bronz | Chermen Valiev | Birkózás | Férfi szabadfogás, 74 kg |

## Atlétika
Férfi
| Versenyző     | Versenyszám | Selejtező | Selejtező | Selejtező | Előfutam | Előfutam | Előfutam | Elődöntő | Elődöntő | Elődöntő | Döntő   | Döntő    |
| Versenyző     | Versenyszám | Idő       | Hely.     | Össz.     | Idő      | Hely.    | Össz.    | Idő      | Hely.    | Össz.    | Idő     | Helyezés |
| ------------- | ----------- | --------- | --------- | --------- | -------- | -------- | -------- | -------- | -------- | -------- | ------- | -------- |
| Franko Burraj | 100 m       | 10,60     | 2.        | 17.       | 10,66    | 8.       | 67.      | kiesett  | kiesett  | kiesett  | kiesett | kiesett  |

Női
| Versenyző  | Versenyszám    | Előfutam | Előfutam | Előfutam | Döntő   | Döntő    |
| Versenyző  | Versenyszám    | Idő      | Hely.    | Össz.    | Idő     | Helyezés |
| ---------- | -------------- | -------- | -------- | -------- | ------- | -------- |
| Luiza Gega | 3000 m akadály | 9:27,41  | 9.       | 27.      | kiesett | kiesett  |

## Birkózás
Férfi
Szabadfogású
| Versenyző          | Versenyszám | Selejtező         | Nyolcaddöntő                     | Negyeddöntő                   | Elődöntő          | Vigaszág első kör | Vigaszág elődöntő                        | Bronz- mérkőzés                  | Döntő             | Helyezés |
| Versenyző          | Versenyszám | Ellenfél Eredmény | Ellenfél Eredmény                | Ellenfél Eredmény             | Ellenfél Eredmény | Ellenfél Eredmény | Ellenfél Eredmény                        | Ellenfél Eredmény                | Ellenfél Eredmény | Helyezés |
| ------------------ | ----------- | ----------------- | -------------------------------- | ----------------------------- | ----------------- | ----------------- | ---------------------------------------- | -------------------------------- | ----------------- | -------- |
| Zelimkhan Abakarov | 57 kg       |                   | Diamantino Iuna Fafé (GBS) · 7–6 | Aman Sehrawat (IND) · 0–12    | kiesett           | kiesett           | kiesett                                  | kiesett                          | kiesett           | 8.       |
| Islam Dudaev       | 65 kg       |                   | Gaku Akazawa (SAM) · 10–0        | Rahman Amouzad (IRI) · 0–11   |                   |                   | Zain Retherford (USA) · visszalépett     | Iszmail Muszukajev (HUN) · 13–12 |                   |          |
| Chermen Valiev     | 74 kg       | erőnyerő          | Turan Bayramov (AZE) · 4–3       | Razambek Zhamalov (UZB) · 5–6 |                   |                   | Mahamedhabib Kadzimahamedav (AIN) · 12–2 | Viktor Rassadin (TJK) · 6–2      |                   |          |

## Sportlövészet
Női
| Versenyző      | Versenyszám   | Selejtező | Selejtező | Döntő   | Döntő    |
| Versenyző      | Versenyszám   | Pont      | Helyezés  | Pont    | Helyezés |
| -------------- | ------------- | --------- | --------- | ------- | -------- |
| Manjola Konini | Légpisztoly   | 549       | 43.       | kiesett | kiesett  |
| Manjola Konini | Sportpisztoly | 569       | 37.       | kiesett | kiesett  |

## Úszás
Férfi
| Versenyző     | Versenyszám | Előfutam | Előfutam | Előfutam | Elődöntő | Elődöntő | Elődöntő | Döntő   | Döntő    |
| Versenyző     | Versenyszám | Idő      | Hely.    | Össz.    | Idő      | Hely.    | Össz.    | Idő     | Helyezés |
| ------------- | ----------- | -------- | -------- | -------- | -------- | -------- | -------- | ------- | -------- |
| Grisi Koxhaku | 100 m gyors | 52,32    | 5.       | 62.      | kiesett  | kiesett  | kiesett  | kiesett | kiesett  |

Női
| Versenyző   | Versenyszám | Előfutam | Előfutam | Előfutam | Elődöntő | Elődöntő | Elődöntő | Döntő   | Döntő    |
| Versenyző   | Versenyszám | Idő      | Hely.    | Össz.    | Idő      | Hely.    | Össz.    | Idő     | Helyezés |
| ----------- | ----------- | -------- | -------- | -------- | -------- | -------- | -------- | ------- | -------- |
| Kaltra Meça | 200 m gyors | 2:12,21  | 4.       | 27.      | kiesett  | kiesett  | kiesett  | kiesett | kiesett  |